# 952 до н. е.

## Події
- Форбант успадкував трон Афін від свого батька.[1]

### Астрономічні явища
- 7 лютого. Повне сонячне затемнення.[2]
- 3 серпня. Кільцеподібне сонячне затемнення.[2]